# برایت اده
برایت اده (به لهستانی: Bright Ede؛ زادهٔ ۱۸ فوریهٔ ۲۰۰۷) بازیکن فوتبال اهل لهستان است که در حال حاضر برای موتور لوبلین در پست مدافع بازی می‌کند.

## دوران باشگاهی
اده که زادهٔ ورشو است، فوتبال را در آکادمی باشگاه محلی «دلتای ورشو» آغاز کرد و سپس به آکادمی زاگومبه لوبین پیوست. او در سال ۲۰۲۵ به موتور لوبلین ملحق شد.
او در ۳۰ مارس ۲۰۲۵ نخستین بازی خود را برای تیم اصلی «موتور» در چارچوب اکسترا کلاسای لهستان مقابل استال میلک انجام داد و در همان دیدار موفق به گلزنی شد.